# Митрик Марія Іванівна
Марія Іванівна Ми́трик (нар. 1 травня 1952, Дунковиця) — українська художниця; член Національної спілки художників України з 2002 року. Дружина художника Михайла Митрика.

## Біографія
Народилася 1 травня 1952 року в селі Дунковиці (тепер Берегівський район Закарпатської області, Україна). У 1974 році закінчила відділ «художнє оформлення» Ужгородського училища прикладного мистецтва (викладачі Вільмош Берец, Шандор Петкі, Віктор Демидюк).
Після здобуття освіти працювала в Ужгороді, ретушером у друкарні; впродовж 1977—2000 років — художник-оформлювач в «Художфонді»; у 2000—2010 роках — в Ужгородському університеті.

## Творчість
Авторка пейзажів, натюрмортів, портретів, жанрових композицій, у реалістичному стилі. Серед робіт:
- «Осінь у Карпатах» (1986);
- «Народні мотиви» (1998);
- «Контрасти» (2001);
- «Прядильниці» (2003);
- «Цикорії» (2004);
- «Осінь у горах» (2005);
- «Осінь у Лумшорах» (2005);
- «Пряля» (2005);
- «Соняшники» (2006; 2011);
- «Вичісують молоду» (2006);
- «Червень. Вишні» (2006);
- «Дині» (2006);
- «Чоловік» (2006);
- «Натюрморт із куделею» (2006);
- «Очерет» (2007);
- «Буде вечеря» (2007);
- «Осінь у селі Осій» (2007);
- «Серпнева спека» (2008);
- «Бузок» (2009);
- «Осінь у саду» (2010);
- «Польова дорога» (2010);
- «Літо» (2011);
- «На Маковія» (2011);
- «Іриси» (2011);
- «Кінець зими» (2012);
- «Похмурий день» (2012);
- «Вечорниці» (2012);
- «Мукачівський замок» (2014);
- «Осінь» (2014);
- «Польові квіти» (2017).

Бере участь в обласних, всеукраїнських мистецьких виставках з 1973 року. Персональні виставки відбулися в Ужгороді у 2002, 2007 і 2012 роках, Мукачевому у 2003 році.
Деякі картини представлені у Закарпатському і Запорізкому художніх музеях. Її роботи також знаходяться у приватних колекціях Угорщини, Словаччини, України, Німеччини, Канади, Ізраїлю, Франції.